# Beth (Maschinenbauunternehmen)
Beth (Eigenschreibweise: BETH) ist ein Lübecker Maschinenbauunternehmen aus dem Bereich Umwelttechnik / Entstaubungstechnik mit Sitz in Lübeck, Schleswig-Holstein. Seit dem 1. Januar 2016 ist die BETH Filter GmbH mit der R&R-BETH GmbH verschmolzen. Die R&R-BETH GmbH besteht seit 2006 und hat ihren Sitz in Bad Lobenstein.

## Gründung und Firmengeschichte

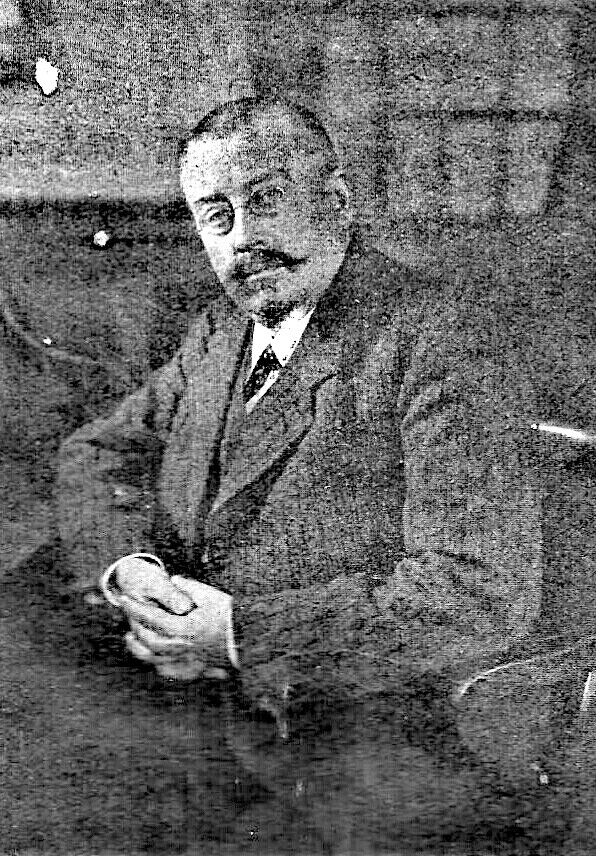
Wilhelm F. L. Beth

Briefkopf der Maschinenfabrik um 1903

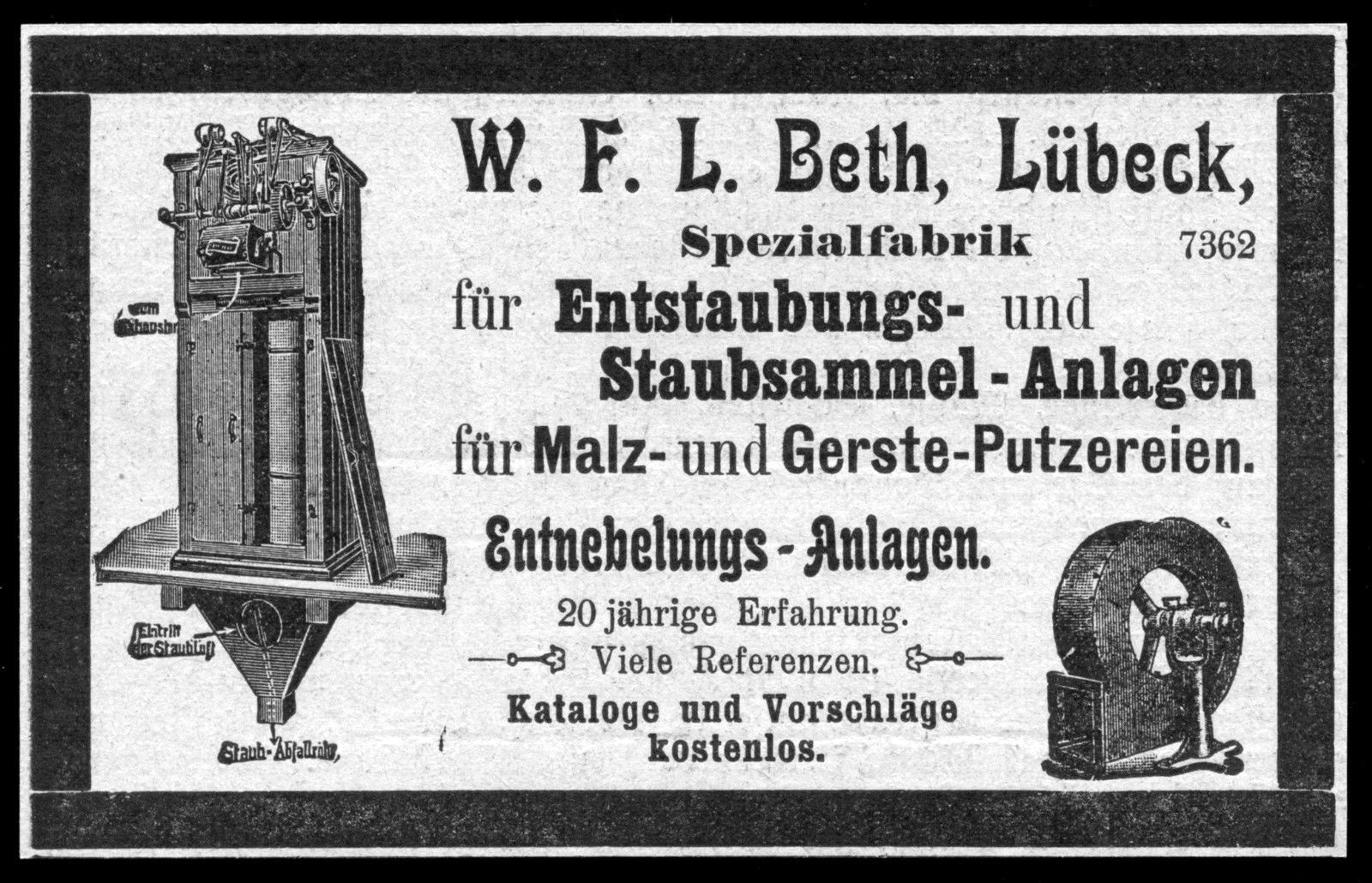
Werbung (1904)

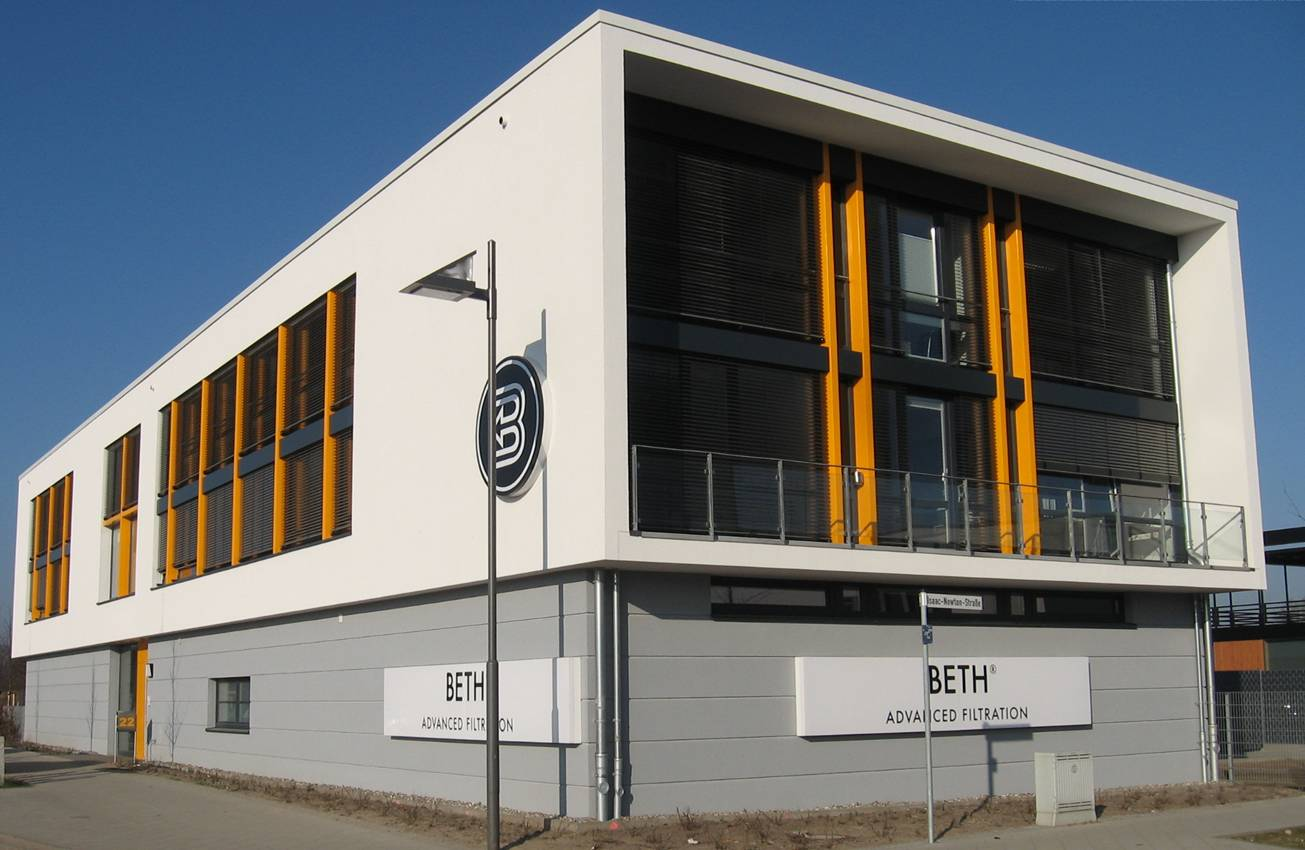
Neues Firmengebäude der Firma Beth Filtration im Lübecker Hochschulstadtteil

Im Jahre 1886 wurde die Erfindung des später so bedeutsam werdenden Beth-Filters, der gesundheitsschädliche Stäube auffangen konnte, patentiert. Doch erst im Dezember 1887 gründete der Erfinder des Filters, der Mühlenbau-Ingenieur Wilhelm Beth (Wilhelm Friedrich Ludwig Beth), seine Firma, die, wie es in seinem Nachruf heißt, internationale Bedeutung hatte. Sie trug den Namen W. F. L. Beth, Mühlenbauanstalt die später in W. F. L. Beth Maschinenfabrik umbenannt wurde. Während seiner Ausbildung hatte der Firmengründer einst die unangenehmen Folgen der Stäube kennengelernt.
Die ersten Jahre waren allerdings, bedingt durch fehlende finanzielle Mittel und verbreiteter Skepsis dem Filter gegenüber, schwierig.
Das Unternehmen entwickelte sich an der Waisenallee in unmittelbarer Nachbarschaft zur Konservenfabrik Paul Erasmi und der Maschinenfabrik Ewers & Co und umfasste 1910 eine Fläche von 17.000 m², 17 Beamten und 120 Arbeitern. In der Zeit von 1900 bis 1908, der entscheidenden Wachstumsphase, ging man immer mehr auf die Herstellung von genieteten Blecharbeiten über, das wichtigste Produkt blieb aber der schlauchförmige Beth-Filter.
Das Neue an der Erfindung war das Arbeitsprinzip des Exhaustors im Gegensatz zu der konventionell verwendeten Druckluft. Der Staub wurde abgesaugt und dann in eine Staubkammer oder ins Freie geblasen. Da das Problem einer Staubexplosion bestand, wurde er ständig verbessert. Bei inländischen und ausländischen Ausstellungen gewannen die Filter die höchsten Preise.
Hauptabnehmer der Beth-Produkte im Kaiserreich waren Industriemühlen, Dünger- und Zementfabriken sowie Chemie- und Kohlenwerke. Die Arbeiterschutzgesetzgebung eröffnete den Produkten einen großen Markt, der allerdings erst erschlossen werden musste.
Bereits 1887 nahmen die Exporte des Unternehmens zu. Namhafte technische Fachzeitschriften wurden auf die Produkte aufmerksam. Der Absatz stieg dementsprechend an. So wurden diese ab 1898 nach China, 1900 in die USA exportiert. Zweiggeschäfte wurden weltweit eröffnet und Lübeck hatte durch dieses Unternehmen ein neues Aushängeschild gewonnen. Bis zu 50 % seiner Umsätze tätigte es im Ausland.

Beth-Produkte
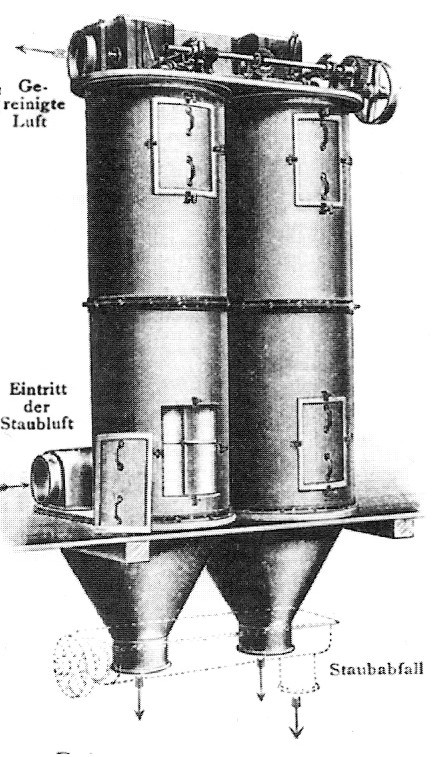
Beth-Filter „KS“ ○
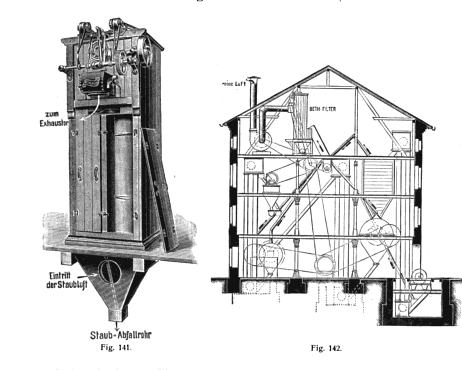
Entstaubungs-Filter
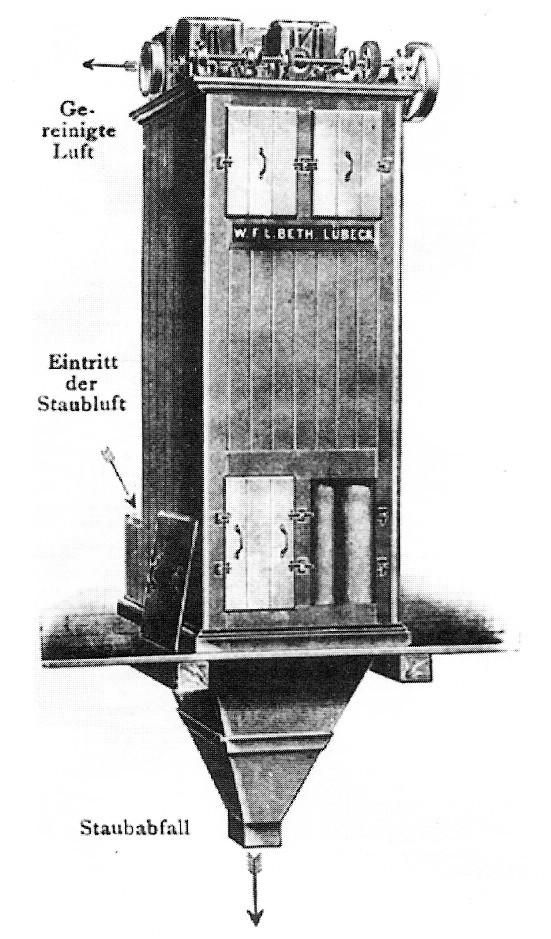
Beth-Filter „KS“ □
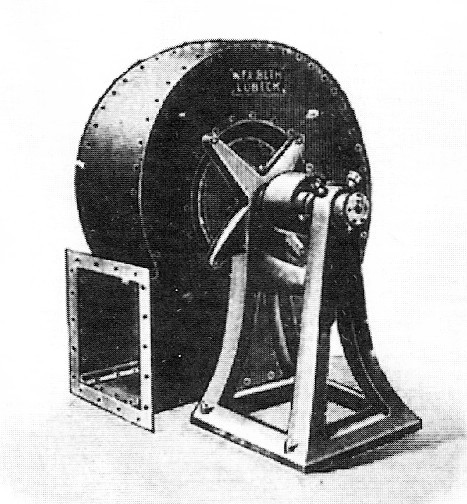
Beth-Exhaustor „R“

Nach dem Ersten Weltkrieg, kurz vor dem Tod des Firmengründers, erfolgte die Umwandlung der Firma Beth in eine Aktiengesellschaft.
Mitte des 20. Jahrhunderts verfügte die Firma über eine breite Produktpalette. Dazu gehörten unter anderem Staubsammel- und Filteranlagen nebst Zubehör, mobile und stationäre Staubsauganlagen, Ventilatoren sowie Zellenradschleusen, Förderschnecken und andere Komponenten zum Staub-Handling. Ab 1958 kamen Trocken- und Nasselektrofilter hinzu.
1959 erschien die erste Auflage des Beth-Handbuchs Staubtechnik (Selbstverlag Maschinenfabrik Beth AG), welches lange Zeit ein Standardwerk in der Branche war. Die zweite und letzte Auflage erschien 1964.
Ebenfalls 1959 erfolgte die Umwandlung in eine GmbH.
Noch bis Mitte der 90er hatte die Maschinenfabrik Beth GmbH eigene Fertigungsanlagen in Lübeck und eine hohe Fertigungstiefe. Man verfügte auch über eigene Forschungslabore. Die wirtschaftliche Lage verschlechterte sich jedoch zunehmend, und 1997 musste Insolvenz angemeldet werden.

## Übernahme und Neugründung
Es erfolgte die Übernahme durch die amerikanische Firma AAF International und die Neugründung der Beth Lufttechnik GmbH als reines Ingenieur-Unternehmen. Der Standort der neuen Firma wechselte von den alten Gebäuden der Maschinenfabrik Beth in der Waisenallee zum Kaninchenborn.
Im Jahr 2004 kam es ein zweites Mal zu einer Insolvenz. Die Geschäfte wurden darauf im Juli 2004 von der WEIS INDUSTRIES Holding GmbH übernommen, und die weiter geschrumpfte Firma zog nochmals um.
Bis 2012 firmierte die Firma als Beth FILTRATION GmbH als eigenständige GmbH innerhalb WEIS INDUSTRIES Holding. Aufgrund wieder steigender Mitarbeiterzahlen erfolgte Anfang 2012 ein weiterer Umzug in ein neues Firmengebäude im Lübecker Hochschulstadtteil. Im Jahr 2012 feierte die Firma ihr 125-jähriges Jubiläum. Kurz darauf verschwand der Firmenname BETH jedoch durch Eingliederung in die WEIS Holding.
Beinahe Zeitgleich wurde ein anderes Unternehmen der WEIS Holding, ein Automobilzulieferer, in eine Korruptionsaffäre verwickelt, wodurch im weiteren Verlauf die gesamte Firmengruppe in Schieflage geriet. Es erfolgte eine weitere Umbenennung zu ECOPLANT Filtration GmbH.
Nach der Insolvenz der WEIS Holding 2013 firmiert BETH nun wieder unter dem Namen BETH Filter GmbH. Gesellschafter sind die Brüder Riedel (Eigentümer der Firma R&R Technik) sowie Uwe Stamm, der gleichzeitig Geschäftsführer des Unternehmens ist.

## Aktuelle Aktivitäten
Die Beth Filter GmbH ist heute auf Entwicklung, Konstruktion, Vertrieb und Inbetriebnahme von Staubfiltern für unterschiedlichste Industriezweige spezialisiert. Die Produktpalette umfasst Schlauchfilter, Nass- und Trockenelelektrofilter, Zyklon sowie Maßnahmen zum vorbeugenden und konstruktiven Explosionsschutz.
Darüber hinaus hat das Unternehmen mit einem Nischenprodukt im Bereich der erneuerbaren Energien Fuß gefasst – einem speziellen Teer-Elektrofilter für den Einsatz bei Anlagen zur Vergasung von Biomasse.

## Schriften
- Beth-Handbuch Staubtechnik. Lübeck: Maschinenfabrik Beth 1959

2. Auflage, neubearbeitet von Waldemar Koglin. Lübeck: Maschinenfabrik Beth 1964